# Lucio Serrani
Lucio Serrani (ur. 11 marca 1961 w San Gemini) – włoski lekkoatleta specjalizujący się w rzucie młotem.
W 1984 wystartował na igrzyskach olimpijskich i odpadł w eliminacjach, zajmując w nich 15. miejsce z wynikiem 70,64 m oraz został mistrzem kraju z wynikiem 74,72 m. W 1985 został srebrnym medalistą uniwersjady z wynikiem 74,08 m. W 1986 po raz drugi został mistrzem kraju z wynikiem 74,80 m. W 1987 zdobył złoto igrzysk śródziemnomorskich z wynikiem 74,30 m, brąz na uniwersjadzie z wynikiem 75,70 m, a także został mistrzem kraju z wynikiem 74,18 m. W 1988 po raz drugi wystąpił na igrzyskach olimpijskich. Odpadł w eliminacjach, zajmując w nich 21. miejsce z wynikiem 70,50 m. Po raz czwarty został też mistrzem kraju z wynikiem 78,02 m. Wynik ten jest aktualnym rekordem Włoch. W 1991 po raz piąty i ostatni został mistrzem kraju, uzyskując wynik 71,88 m.
Rekordy życiowe:
- rzut młotem – 78,02 m ( Mediolan, 6 września 1988, mistrzostwa Włoch)[6]